# ATP6V1G3
ATP6V1G3 (англ. ATPase H+ transporting V1 subunit G3) – білок, який кодується однойменним геном, розташованим у людей на короткому плечі 1-ї хромосоми.  Довжина поліпептидного ланцюга білка становить 118 амінокислот, а молекулярна маса — 13 917.
| 10         |  | 20         |  | 30         |  | 40         |  | 50         |
| ---------- |  | ---------- |  | ---------- |  | ---------- |  | ---------- |
| MTSQSQGIHQ |  | LLQAEKRAKD |  | KLEEAKKRKG |  | KRLKQAKEEA |  | MVEIDQYRMQ |
| RDKEFRLKQS |  | KIMGSQNNLS |  | DEIEEQTLGK |  | IQELNGHYNK |  | YMESVMNQLL |
| SMVCDMKPEI |  | HVNYRATN   |  |            |  |            |  |            |

A: Аланін

C: Цистеїн

D: Аспарагінова кислота

E: Глутамінова кислота

F: Фенілаланін

G: Гліцин

H: Гістидин

I: Ізолейцин

K: Лізин

L: Лейцин

M: Метіонін

N: Аспарагін

P: Пролін

Q: Глутамін

R: Аргінін

S: Серин

T: Треонін

V: Валін

Задіяний у таких біологічних процесах як транспорт іонів, транспорт, транспорт протонів, поліморфізм, альтернативний сплайсинг. 